# Houari Ferhani
Houari Ferhani (Koléa, 11 febbraio 1993) è un calciatore algerino, difensore dell'ES Sétif.

## Carriera

### Club
Ha giocato nei campionati algerino e marocchino.

### Nazionale
È stato convocato per le Olimpiadi del 2016 dove ha disputato tutte e tre le partite della fase a gironi.